# インタールード (ゲーム)
『インタールード』（INTERLUDE）は、ドリームキャスト (DC) ・PlayStation 2 (PS2) ・Windows (Win) 向けに発売されたパラレルノベルアドベンチャーゲーム。及び、それを原作として発売されたOVA。

## 発売歴
- 2003年
  - 3月13日 - DC版
  - 10月9日 - PS2版
- 2004年5月28日 - Win版
- 2007年3月1日 - PS2ベスト版、PS2パンドラBOX版
- 2011年2月18日 - ダウンロード販売版

## スタッフ
- 企画・原案・シナリオ・総監督 - 苑崎透
- プロデューサー - 多部田俊雄、土屋十宏
- キャラクターデザイン・総作画監督 - 堀部秀郎
- 作画監督 - 宝谷幸稔
- タイトルロゴデザイン - 山下いくと

## あらすじ
自宅や学校では幼馴染の玉城麻衣子に振り回され、通学中は痴漢から助けたことで知り合った噂の巨乳美女・丸藤泉美が気になる毎日を送っていた、ごく普通の少年・相沢尚也。しかし、尚也のそんな日常はある日、謎の少女・和辻綾と出会ったことにより、少しずつ崩れていく。

## 登場人物
主人公 / 相沢 尚也（あいざわ なおや）
声 - 森田成一（OVA版のみ）
泉美の扇情的な肢体が気になってしまう年頃の、ごく平凡な高校2年生の少年。綾との出会いをきっかけに、それまでの日常から非日常の世界へ足を踏み入れてしまうこととなる。
OVA版では、現実世界における物理法則の崩壊によって滅亡の危機を迎えた人類文明の存続のため、睦月の脳内に構築した仮想空間に保存される人間に選ばれた一人。仮想空間で幼馴染の麻衣子らと共に楽しい日常を送っていたが、隔離されていた綾が仮想空間内の境界線を破壊した事で現実に気付き、仮想空間の人々に別れを告げて一足先に崩壊した現実世界に旅立って行った綾の後を追った。
和辻 綾（わつじ あや）
声 - 桑島法子
メインヒロインで17歳。無人の街で満月の下、長い黒髪をなびかせながら日常を守る終わりの見えない戦いに身を投じている、謎の少女。とにかく物静かで表情も乏しいが、非日常の世界へ足を踏み入れてしまった主人公との出会いをきっかけに、少しずつ変わっていく。
OVA版では、尚也の恋人で、彼のパートナーとして睦月の脳内に構築した仮想空間に保存される人間に選ばれた。幼馴染の麻衣子を慕う睦月からは毛嫌いされており、仮想空間内では尚也のいる領域から排除され隔離されてしまう。尚也よりも先に現実に気付き、睦月によって自分が尚也と離れ離れにされている事、自分の事を忘れて尚也が楽しく暮らしている事に激怒、尚也に会うために仮想空間内の境界線を破壊し、睦月の思惑をご破算にする。仮想空間に未練がましい尚也よりも一足先に崩壊した現実世界に旅立って行った。
丸藤 泉美（まるふじ いずみ）
声 - 金月真美
ヒロインの1人で、23歳の市役所務めの公務員。柔らかな弾力に富んだGカップ以上と評される巨乳に加え、男性の目を惹き付ける艶かしい肢体を持つナイスバディな美女。自身の容姿を自覚せず胸元が大きく開いた服をノーブラで平然と着るなど過度のおっとり系であるため、痴漢の類に狙われるのは日常茶飯事となっている。
巨乳はシャツのボタンの隙間からブラジャーが覗くほど張っているが、仕事時はネクタイなどで隠している。また、麻衣子には「おっぱいおばけ」と称され、彼女の窮地においてはエアバッグ代わりとなる。
酒は飲めるが強くないため、すぐに酔い潰れてしまう。
OVA版では、尚也の周辺の異変に巻き込まれて戸惑うだけの脇役で、ゲーム版よりも役どころが大幅に縮小されている。
玉城 麻衣子（たまき まいこ）
声 - 田村ゆかり
ヒロインの1人で、主人公の幼馴染。愛称はタマ。陽気で人懐っこく、自宅でも学校でも主人公に付いて回る少女だが、授業では寝てばかりで成績もあまり良くないため、留年する可能性がある。口調は少女どころか幼女に近く、好物はイチゴ牛乳。尻以外は華奢な自分の身体に、ややコンプレックスを持っている。それゆえ、泉美のことは良く思っていない。
OVA版では、現実世界における物理法則の崩壊時に校舎の倒壊に巻き込まれて死亡している。作中に登場するのは睦月が尚也のパートナーとして仮想空間内に生み出した仮想人格である。現実に気付き綾を追って現実世界に旅立つ決心をした尚也を笑顔で送り出し、消滅した。
三枝 睦月（さえぐさ むつき）
声 - 大谷育江
内気な少女で14歳の中学2年生。綾の雰囲気とは近くも遠い、謎めいたものを持っている。
OVA版では、美也子の妹。姉夫婦・尚也と同居している。兄のような存在である尚也と幼馴染の麻衣子をカップルとみなしており（実際には単に仲の良い幼馴染同士に過ぎなかった）、尚也の恋人である綾を二人の間に割って入る邪魔者として嫌っていた。物理法則の崩壊によって滅亡の危機を迎えた人類文明の存続のため、人間の脳内に構築した仮想空間にコールドスリープさせた人間の意識を接続し人類文明を保存する計画において、その保存サーバーとして選ばれた人間。しかしその幼さ故、麻衣子が死亡し綾が尚也のパートナーに選ばれた事に納得出来ず、綾を隔離して孤独な領域に閉じ込める一方、代わりに仮想人格の麻衣子を作り出して尚也のパートナーに設定し、当初の政府計画とは全く異なる仮想世界を構築してしまう。これが綾の怒りと尚也がいる領域の破綻を招く結果になった。
矢野 拓美（やの たくみ）
声 - 永島由子（ゲーム版のみ）
主人公達の学校へ赴任してくるカウンセラーの美女。胸の谷間も露に、スーパーモデルのような雰囲気を全身に纏わせている。OVA版には登場しない。
三枝 美也子（さえぐさ みやこ）
声 - 山本百合子（ゲーム版） / 渡辺美佐（OVA版）
ゲーム版では睦月の姉で精神病理学者という設定だが、OVA版では拓美の代わりにカウンセラーとして登場。
OVA版では、イクオの夫で、睦月の姉。人間の脳内に構築した仮想空間にコールドスリープさせた人間の意識を接続し人類文明を保存する計画のエンジニアであったが、妹の睦月をそのシステムの中枢に供した事による罪悪感から精神に変調をきたしてしまっていた。
大将（たいしょう）
声 - 千葉繁（ゲーム版） / 江川央生（OVA版）
本名は不明。無人の街の住人で、狩人。
ブタくん
声 - 塩屋浩三（ゲーム版） / 長嶝高士（OVA版）
本名は不明。無人の街の住人で、大将の子分。
峯岸 薫子（みねぎし かおるこ）
声 - 豊嶋真千子
泉美の仕事上での先輩。泉美と同じくおっとり系で彼女よりさらに若く見える顔立ちをしているが、年齢は不詳の上、泉美以上の超ナイスバディと、それに映えるコスプレなどのいわゆるマニアックな趣味を併せ持っている、不思議な人物。
なお、『ドリマガ』での特集記事によれば、『斑霧』にも数年後と思しき姿での登場が予定されていた模様。
高瀬 優輝（たかせ ゆうき）
声 - 山崎和佳奈
泉美の同僚。お金持ちの男が好みで、仕事は大嫌いな「フリョー」。泉美や薫子に比べて褐色がかった肌はともかく、身体が華奢であることから、男達との飲み会ではグラマラスな2人をダシに使うことが定番。
冬木 イクオ（ふゆき イクオ）
声 - 郷田ほづみ
泉美の勤め先の上司。常ににこやかで真面目な好人物。
OVA版では、尚也の兄。人間の脳内に構築した仮想空間にコールドスリープさせた人間の意識を接続し人類文明を保存する計画の責任者。保存される人間に弟の尚也とその恋人の綾を選んだ。
杉浦（すぎうら）
声 - 池水通洋（ゲーム版） / 園部啓一（OVA版）
名前は不明。裏の世界で糧を得ている、年齢不詳の怪しげな中年男。性風俗が大好き。
木村 千佳（きむら ちか）
声 - 西原久美子
主人公や麻衣子の同級生。奥手で控えめな性格をしており、麻衣子の振る舞いにはあきれながらも憧れを持っている。
藤之辺 遥（ふじのべ はるか）
声 - 冬馬由美
主人公や麻衣子の同級生で、千佳の親友。以前はいわゆる優等生だったが、今は外見だけ不良っぽく振る舞っている。
玉ママ
声 - ???
本名は不明。麻衣子と雅夫の母。いい意味でも悪い意味でも気さくな人物で、顔は麻衣子と瓜二つ。OVA版には登場しない。
玉城 雅夫（たまき まさお）
声 - ???
麻衣子の弟で中学2年生。姉とは違って努力家だが、顔は母同様に姉そっくり。OVA版には登場しない。

## OVA版
東映アニメーションのアニマイスターレーベル第1弾として発売された。

### スタッフ
- 原作 - ロングショット、NECインターチャネル
- 企画 - 佐渡和隆（東映アニメーション）、近藤修治（東映アニメーション）、松井智（ハピネット・ピクチャーズ）
- 企画協力 - 多部田俊雄（NECインターチャネル）
- 監督 - 長峯達也（第1話・第3話）、細田雅弘（第2話）
- シリーズ構成・脚本 - 面出明美
- プロデューサー - 柴田宏明
- 製作担当 - 山口彰彦
- オリジナルキャラクターデザイン - 堀部秀郎、宝谷幸稔
- アニメーションキャラクターデザイン・総作画監督 - 井上栄作
- 美術監督 - 須和田真（第1話・第3話）、清水誠（第2話）、秋山健太郎（第3話）
- 色彩設計 - 佐久間ヨシ子
- デジタル撮影監督 - 福田岳志、白鳥友和
- 編集 - 後藤正浩（タバック）
- 録音 - 立花康夫（タバック）
- 音響効果 - 今野康之（スワラプロダクション）
- 選曲 - 水野さやか（スワラプロダクション）
- 録音助手 - 渡辺絵里奈（タバック）
- 録音スタジオ - タバック
- 音楽 - 亀山耕一郎
- アニメーション制作 - 東映アニメーション
- 製作 - ロングショット、NECインターチャネル、東映アニメーション、ハピネット・ピクチャーズ

### 主題歌
エンディングテーマ「おおきなこえで」
作詞 - 里乃塚玲央 / 作曲・編曲 - 亀山耕一郎 / 唄 - ヤング・フレッシュ

### 各巻構成
各巻とも収録時間は40分。全3巻構成。DVD版とVHS版が存在する。
- Vol.1 - 2004年3月25日発売
- Vol.2 - 2004年6月25日発売
- Vol.3 - 2004年8月27日発売

## 備考
DC版初回限定パッケージについて
麻衣子が苺牛乳のパックを手にしているタイプと、何も手にせず開いているタイプの2つが存在。前者の方が僅少。
PS2ベスト版初回受注限定 パンドラBOX
本作のイラストや開発秘話、キャラクターデザイナー・堀部秀郎の死去によって発売中止となった『斑霧』の未公開画像やシナリオを収録した「『斑霧』&『インタールード』公式プレミアムブック」が特典。
移植について
- DC→PS2 - シナリオ及びCGを追加。扇情的な部分（泉美の服に浮き出た胸ポチなど）が存在するCGを、PS2のレイティングに合わせて抑え目に修正。
- PS2→Win - シナリオ及びCGはPS2版のままに、Winのレイティングに合わせてDC版相当の扇情的なCGを復活。